# Euspondylus josyi
Euspondylus josyi är en ödleart som beskrevs av  Köhler 2003. Euspondylus josyi ingår i släktet Euspondylus och familjen Gymnophthalmidae. Inga underarter finns listade i Catalogue of Life.